# Simon B. Buckner
Simon Bolivar Buckner (1823. április 1. – 1914. január 8.) az Amerikai Egyesült Államok hivatásos tisztje, a Kentucky állami milícia vezérőrnagya, az Amerikai Konföderációs Államok altábornagya volt, és a háború után Kentucky kormányzója. Harcolt a mexikói–amerikai háborúban az Egyesült Államok hadseregében és az amerikai polgárháborúban a Konföderáció oldalán. A háború után továbbra is aktív maradt a politikában és végül Kentucky 30. kormányzója lett.
Elvégezte a West Point katonai akadémiát, majd instruktorként tanítani kezdett. A mexikói-amerikai háború kitörésével felfüggesztette oktatói karrierjét és részt vett a háborús erőfeszítésben. Számos nagy csatát harcolt végig a mexikói hadjárat folyamán. 1855-ben leszerelt a hadseregtől és apósa chicagói ingatlanüzletét vezette. 1857-ben visszatért szülőföldjére, Kentuckyba ahol 1861-ben kinevezték a kormányzó, Beriah Magoffin főhadsegédjének. Ezen pozíciójából megpróbálta Kentucky állami politikáját, a semlegességet érvényesíteni a polgárháború kezdeti hónapjaiban. Mikor a semlegességet megsértették, Buckner engedett a Konföderációs hadsereg hívásának és elfogadta a felajánlott pozíciót, míg ugyanezt elutasította az Uniós hadsereg felé. 1862-ben Fort Donelson ostroma idején Ulysses S. Grant vezérőrnagy feltétel nélküli megadást követelt az erőd védőitől. Bucker volt az a tiszt, aki a megadást elfogadta és így az első konföderációs tiszt lett, aki fogságba esett. Öt hónapig volt hadifogoly. Szabadon bocsátása után Buckner részt vett Braxton Bragg tábornagy Kentucky visszaszerzéséért indított Hearland-offenzívájában. A Perryville-i csata utáni visszavonulást követően az Öbölmenti katonai körzetet vezette, majd visszatért a Tennessee Hadsereg soraiba. Harcolt a Chickamaugai csatában és utána segített ostrom alá venni Chattanooga városát. Bragg vezetési stílusa ellen írott körlevele miatt a parancsnok mindent megtett, hogy Bucknert ellehetetlenítse. Bucker egészségügyi eltávozásra utazott és többet nem tért vissza a Tennesse Hadsereghez, hanem 1864 áprilisában Edmund Kirby Smith beosztottja lett a Mississippintúli hadszíntéren felállított hivatalnál.
A háború végét követően Buckner ismét beszállt a politikai küzdelembe. Második megméretésre 1887-ben Kentucky kormányzójának választották. Hivatali időszakát az állam keleti felében lezajló erőszakos cselekmények határozták meg, amit más néven Hatfield-McCoy ellenségeskedésnek ismerünk, valamit a Rowan megyei háború. Adminisztrációját felettébb megrázta, hogy a pénzügyminiszter, James Tate 250 000 dollárt sikkasztott az államtól, majd eltűnt. Kormányzóként Bucker megvétózta a korrupt törvényhozási szokásokat. Csak 1888-ban tízszer annyi vétót alkalmazott, mint tíz előde összesen. 1895-ben megkísérelt indulni Kentucky szenátori székéért, de vereséget szenvedett. Következő évben belépett a Nemzeti Demokrata Párt soraiba, akiket arany-demokratáknak ismertek. A párt az aranysztenderdet részesítette előnyben a demokrata fősodor ezüstsztenderdjével szemben. Az 1896-os elnökválasztási kampányban ő lett a Nemzeti Demokrata Párt alelnökjelöltje, miután egy százalékkal megelőzte riválisát John M. Palmer uniós tábornokkal közös jelöltségüknél. Ezután már többet nem indult közhivatalért és 1914. január 8-án meghalt.

## Ifjúsága
Simon B. Buckner apja Glen Lilynevű, munfordville-i birtokán született. Aylett Hartswell Buckner és Elizabeth Ann Morehead gyermeke volt, egy bátyja és egy nővére után harmadik gyermekként jött világra. Nevét Simón Bolívar venezuelai katona és államférfi után kapta, aki Venezuela, Bolivia, Kolumbia és Ecuador, Peru, Panama függetlenségi harcát vezette győzelemre hatalma csúcsán. Simon nem járt iskolába kilenc éves koráig, mikor először iratkozott be egy munfordville-i magániskolába. Legjobb barátja Thomas J. Wood volt, aki uniós tábornok lett a polgárháborúban és a Perryville-i ütközetben és később a chickamaugai csatában Buckner csapatai ellen harcolt. Simon apja vasipari vállalkozó volt, de mivel Hart megyében nem volt normális tüzifa a kohói felfűtéséhez, ezért 1838-ban a család Muhlenberg megyébe költözött, ahol vasöntödét létesítettek. Simon Greenville-ben járt iskolába, majd később a Christian megyei papneveldébe Hopkinsville-ben.- 
1840. július 1-jén a 17 éves Simon beiratkozott a West Point katonai akadémiára. 1844-ben osztálya 25. tanulmányi eredményével végzett és tiszteletbeli hadnagyi rangot kapott a 2. US gyalogezredénél. 1845. augusztus 28-án a Sackett's Harborben álló helyőrségbe rendelték szolgálatra az Ontario-tó mellett. A helyőrségből való visszatérése után földrajzot, történelmet és etikát tanított tanársegédként a West Pointon.

## A Mexikói-amerikai háborúban teljesített szolgálata
1846 májusában Buckner felmondta a tanári beosztását és harctéri szolgálatot kért a Mexikói–amerikai háborúra készülve a 6. US gyalogság kötelékében. Kezdetben toborzási feladatot látott el és a texasi határra szállította az új regrutákat. 1846 novemberében parancsot kapott, hogy vonuljon be századához a táborban és Monclova és Parras között érte el őket. A század John E. Wool dandártábornok parancsnoksága alá került Saltillóban. 1847 januárjában Buckner William J. Worth hadosztályában Veracruzba lett átvezényelve. Mialatt Winfield Scott vezérőrnagy megostromolta Veracruzt Buckner százada pár ezer mexikói lovassal csatározott egy közeli faluban, Amazoque-ban.
1847. augusztus 8-án Buckner kinevezték az ezred szállásmesterének. Röviddel ezután részt vette a San Antonio Tecómitl melletti kisebb összecsapásban és a Churubuscói ütközetben, ahol kisebb sebesülés érte. Előléptették tiszteletbeli hadnaggyá a Churubuscónál tanusított bátorságért és a Contrerasi ütközetbeli magaviseletért. Ezt azonban visszautasította, mivel a Contrerasi harcáról szóló jelentés tévedésből született, mivel akkor San Antonio mellett csatározott. Később a jelentést helyesbítették és a contrerasi jelenlétet eltávolítva kizárólag a Churubusco mellett teljesített szolgálatára hivatkozva megkapta a címzetes főhadnagyi rangot.
Buckner a Molino del Rey-i ütközetben is bátor harccal tüntette ki magát, így tiszteletbeli századosi ranggal jutalmazták. Részt vett Chapultepeci ütközetben, a Belen-kapui ütközetben és Mexikóváros lerohanásában. A harc lezárulta után részt vett Mexikó megszállásában és eközben jelentős szabadidős tevékenységekbe bocsátkozhatott. 1848 áprilisában Buckner tagja lett a Popocatépetl vulkán megmászására indított expedíciónak Mexikóváros mellett. Bucknert érte a megtiszteltetés levonni a USA lobogóját Mexikóvárosban, mely a megszállás végét jelezte. Buckner 1891-ben csatlakozott az Aztec Clubhoz, mely a mexikói háborúban részt vevő tiszteket tömörítette.

## A két háború között
A háború után Buckner visszatért a West Pointra, hogy gyalogsági taktikát oktasson. Alig több mint egy évvel később azonban tiltakozásul az egyetem kötelező kápolnalátogatási szabálya ellen tiltakozva benyújtotta lemondását. Ezután egy Fort Columbus melletti toborzóirodába vezényelték szolgálattételre.
Buckner 1850. május 2-án feleségül vette Jane Kingsburyt nagynénjének otthonában, a Connecticut állambeli Old Lyme-ban. Mielőtt a lagzi befejeződött volna egy közeli házban tűz ütött ki, úgyhogy Buckner és a meghívottak kirohantak tüzet oltani. Ennek folyamán megmentették egy öreg néger szolga életét a házban. A mennyegző után nem sokkal Bucknert áthelyezték Fort Snelling minessotai helyőrségébe és onnan később Fort Atkinsonba, mely a mai Kansas állam területén helyezkedett el, az Arkansas-folyó mentén. 1851. december 31-én előléptették a hivatásos hadsereg főhadnagyává és 1852. november 3-án századossá lett a 6. US gyalogezred törzsében, New York Cityben. Előzőleg ezeket a rangoknak csak a tiszteletbeli kiadását kapta meg. Bucker elnyerte a bennszülött lakosság megbecsülését, az Oglala Lakota törzs egyszerűen kisfőnöknek hívta Sárga Medve nevű vezetőjük mellett és kizárólag Bucknerrel voltak hajlandóak szerződésre lépni.
Segített régi barátjának, Ulysses S. Grantnek new yorki hotelszámlájának kifizetésével, míg hazulról, Ohióból pénzt nem kapott, hogy folytassa útját. 1855. március 26-án Bucker benyújtotta leszerelési kérelmét, hogy apósának dolgozhasson, aki kiterjedt ingatlanvállalkozással rendelkezett Chicagóban. Apósa 1856-os halála után megörökölte a birtokait és Chicagóba költözött, hogy igazgassa. Mivel a katonai szolgálat továbbra is érdekelte, Bucker Cook megyében őrnagyi rangban belépett az Illinois Állami Milíciába. 1857. április 3-án kinevezték a kormányzó, William Henry Bissell főhadsegédének, vagyis a milícia vezetőjének. Ugyanezen év októberében lemondott a megbízatásról. A Mountain Meadows-i mészárlást követően egy ezrednyi illinois-i önkéntes szerveződött, hogy a leszámoljon a mormonokkal. Bucknernek felajánlották, hogy ezredesi rangban vezesse az egységet. Elfogadta a megbízatást, de megjósolta, hogy katonái nem látnak majd harcot. Előrelátása helyesnek bizonyult, mert a szövetségi kormány és a mormon vezetők közötti tárgyalás megenyhítette a feszültséget a két fél között.
1857 vége felé Buckner és családja visszatértek szülőállamába, Kentuckyba és letelepedtek Louisville-ben. Buckner Lily nevű leánya már itt született 1858. március 7-én. Később ugyanezen év folyamán létrejött a louisville-i milícia Citizens' Guard (Állampolgári Őrség) néven és Buckner századosi rangot kapott benne. 1860-ig szolgálta a milíciát, mikor is az Őrséget betagolták a Kentucky State Guard második ezredébe. 1860-ban kinevezték a Kentucky milícia hadseregfelügyelőjévé.

## A polgárháború
1861-ben Beriah Magoffin Kentucky kormányzója kinevezte Bucknert főhadsegédének, előléptette vezérőrnagyi rangra, és megbízta, hogy vizsgálja felül a milíciára vonatkozó törvényi szabályozást. Kentucky lakossága ekkoriban megoszlott az Uniós és Konföderációs szimpátia között. A törvényhozás inkább az előző pártján volt, míg a kormányzó az utóbbién. A megosztottság miatt az állam magát semlegesnek nyilvánította. Buckner 61 századot tudott felvonultatni Kentucky semlegességének megőrzése érdekében.
A milíciát irányító állami bizottság szecesszionistapártinak tartotta és utasította, hogy a fegyvereit raktározza be. 1861. július 20-án Buckner lemondott az állami milíciánál betöltött pozíciójáról, közzétéve, hogy feladatát nem tudja tovább ellátni a bizottság akciói folytán. Augusztus folyamán kétszer ajánlották fel neki az Uniós hadsereg dandártábornoki beosztását. Első alkalommal Winfield Scott vezénylő tábornok, másodszorra pedig Simon Cameron hadügyminiszter kereste meg Abraham Lincoln személyes utasítására, de ezeket elhárította. Leonidas Polk vezérőrnagy az állam semlegességét megsértve elfoglalta Columbus városát, és ezt követően Buckner 1861. szeptember 14-én elfogadta a Konföderáció hadseregének dandártábornoki beosztását. Sok volt katonája követte példáját, akivel együtt szolgált az állami milíciában. Amikor a megerősítést megkapta erre a beosztásra, az uniós tisztviselők Lousiville-ben árulásért vádat emeltek ellene és lefoglalták a birtokait. Számítva egy hasonló megtorlásra felesége chicagói ingatlanait már előzőleg sógora nevére iratták. A Közép-Kentucky Hadseregnél hadosztályparancsnokká léptették elő William J. Hardee dandártábornok parancsnoksága alatt és Bowling Greenben állomásozott, Kentucky déli részében.

### Fort Donelson
1862 februárjának elején Ulysses S. Grant elfoglalta Fort Henry-t a Tennessee-folyó mentén, majd Cumberland-folyót ellenőrző Fort Donelson került a figyelmébe. A nyugati hadszíntér parancsnoka, Albert Sidney Johnston tábornagy az erődbe küldte Buckert, hogy további három dandártábornokkal együtt kísérelje meg az erőd védelmét. John B. Floyd befolyásos politikus, de katonailag tapasztalatlan dandártábornok volt a rangidős, Gideon J. Pillow és Bushrod Johnson pedig a beosztottjai.
Buckner hadosztálya védte a jobb szárnyon ásott sáncok vonalát, melyek körbefogták az erődöt és Dover picinyke faluját. Február 14-én a déli tábornokok elhatározták, hogy nem tudják tartani az erődöt és kitörést kísérelnek meg, hogy Johnson Nashville-ben levő hadseregéhez csatlakozzanak. Másnap hajnalban Pillow erőteljes támadást indított Grant hadseregének jobbszárnya ellen, visszanyomva azt 2-3 kilométerrel. Buckner, akinek sem a hadsereg képességeivel szemben nem volt bizalma, sem Pillow-val nem volt barátságos viszonyban, visszatartotta a támadás támogatását két órán keresztül, és ez idő alatt Lew Wallace dandártábornok erősítései elérték a harcvonalat. Buckner késlekedése nem akadályozta meg, hogy kijárat nyíljon az ostromgyűrűn, mely lehetővé tette a menekülést az ostromlott erősségből. Csakhogy Floyd és Pillow közösen semmissé tették a csapatok által elért eredményt, mert visszaparancsolták őket a kiinduló állásokba.
Késő éjjel a tábornokok haditanácsot tartottak, ahol Floyd és Pillow kifejezték elégedettségüket az aznap történtekkel, de Buckner meggyőzte őket, hogy kevés valódi esélye van neki, hogy Grant hadseregével szemben megtartsák az erődöt, mert Grant erői folyamatosan nőttek. Floyd azon aggódott, hogy árulásért fogják elítélni, amennyiben az északiak elfogják, ezért azt várta Bucknertől, hogy tartsa az erődöt, amíg virginiai katonáival elhagyja annak falait. Buckner beleegyezett, hogy addig ne adja meg magát, amíg ez meg nem történik és ekkor Floyd átadta a parancsnokságot Pillownak. Pillow azonnal továbbadta Buckernek, aki elvállalta a megadás lebonyolítását. Floyd és Pillow ezután elmenekültek a harc elől. Mellettük még a lovasság parancsnoka, Nathan Bedford Forrest alezredes is elmenekült egy másik úton.
Reggel Buckner futárt küldött az ellenséges oldalhoz, melynek üzenetével fegyverszünetet és a felek találkozását indítványozta annak érdekében, hogy a feltételeket kidolgozzák. Valószínűleg azt remélte, hogy Grant lovagias elbánásban részesíti és lehetősége nyílik emlékeztetni, hogy mikor szorult helyzetbe került, Bucker kisegítette. Grant azonban mindezt félretette és rövid választ küldött. Hadsegédjét, William Hillyer ezredest küldte, hogy az üzenetet személyesen adja át, melyben az a híressé vált szöveg szerepelt „Feltétel nélküli megadáson kívül semmit nem fogadunk el. Készen vagyunk azonnal lerohanni a sáncait.” Erre Buckner a következő választ küldte:

„Sir:—A parancsnokságom alatt álló erők elosztása és a vezetésben beállt váratlan változás, illetve az Ön lehengerlő túlereje arra kényszerít, hogy a Konföderációs erők tegnapi tündöklő sikere ellenére elfogadjam hálátlan és kicsinyes feltételét, melyet az imént nyilvánított ki.”

Az üzenet keserű hangneme felszíni jelenség volt; mikor Grant megérkezett a megadás fogadására, Bucker melegen üdvözölte régi barátját. Viccelődtek mexikói élményeiken és Pillow tábornok alkalmatlanságán. Grant pénzzel akarta támogatni Bucknert az előtte álló bebörtönzés idejére, de Buckner elhárította ezt. Egymás iránti megbecsülésük jeleként Bucker később koporsóhordozó volt Grant temetésén, melyet pénzügyileg is ő állt, majd Grant özvegyének is havi apanázst biztosított, hogy öregségét biztonságban tölthesse ki. A megadás megaláztatása személyes megpróbáltatás volt Buckner számára, de a Konföderációnak stratégiai vereséget jelentett, mely által 12 000 embert, a felszerelésüket és a Cumberland-folyó feletti ellenőrzést is elvesztette. A veszteség miatt később Tennessee állam fővárosát, Nashville-t is ki kellett üríteni.

### A Heartland-offenzíva

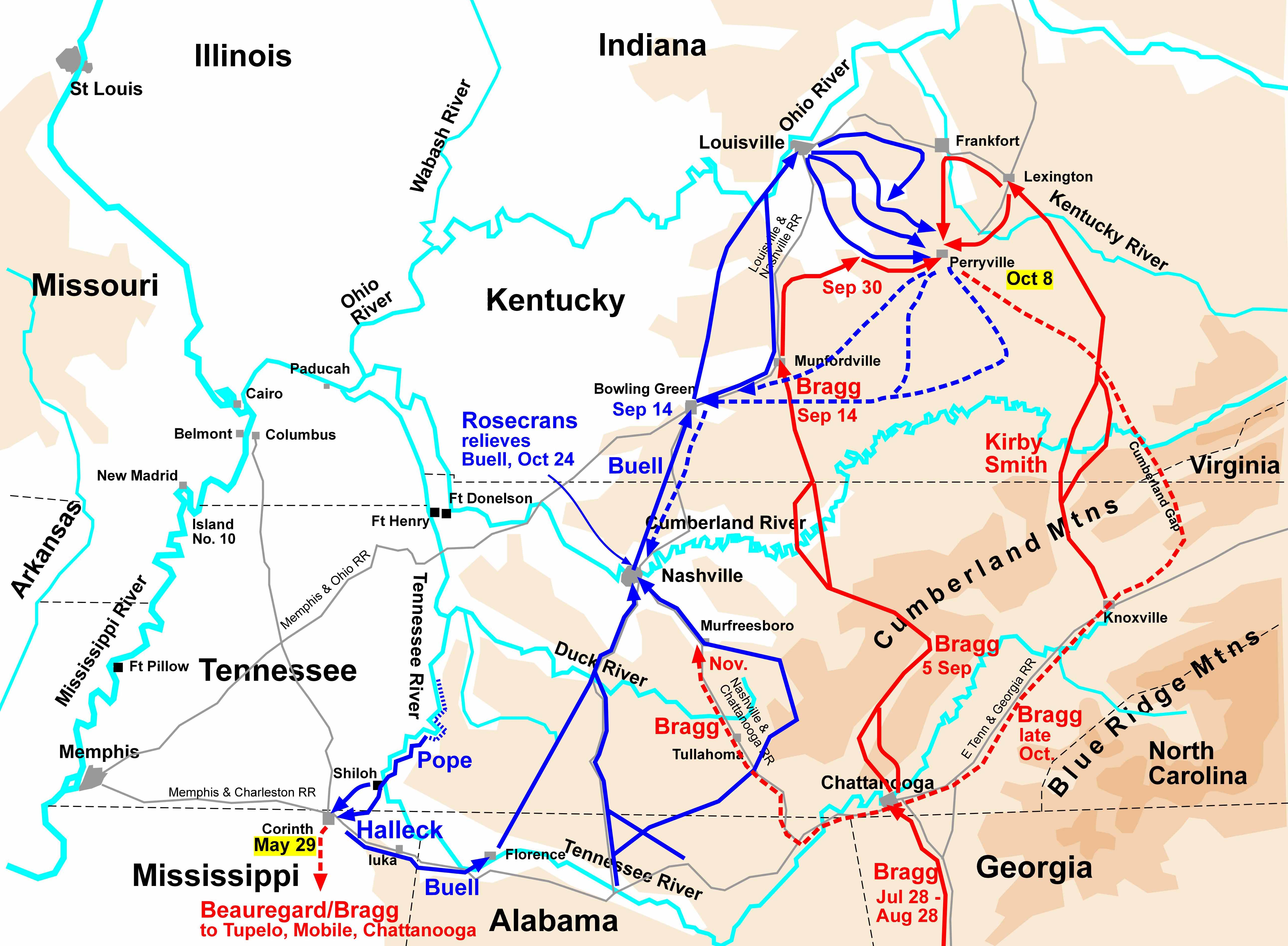
A Heartland-offenzíva hadműveletei.

Mialatt Buckner a bostoni Fort Warrenben uniós börtönben ült hadifogságban, Garrett Davis kentucky szenátor sikertelen kísérletet tett, hogy árulásért perbe fogja és elítéltesse. 1862. augusztus 15-én öt hónapnyi magánzárka után, melyet versírással próbált átvészelni, Bucknert kiváltották a fogságból George A. McCall dandártábornokért cserébe. A rákövetkező napon előléptették vezérőrnaggyá és aztán a Tennessee állambeli Chattanooga városába rendelték, Braxton Bragg tábornagy parancsnoksága alá, a Mississippi Hadsereghez, mely stratégiai méretű rögtönzésekkel kísérelte meg a nyugati hadszíntér sorsának megfordítását.
Buckner megérkezte után Bragg Edmund Kirby Smith vezérőrnagy megkezdte támadását Kentucky ellen. Bragg észak felé nyomult és első ütközetét Buckner szülővárosában, Munfordville-ben vívta meg. A várost az uniós hadvezetés fontosnak és megtartandónak ítélte, mert biztosította a forgalmat és kommunikációt észak felé Lousiville irányában, miközben Bowling Green és Nashville felé nyomultak előre. Bragg útját lekövetve a vasút mentén délről fenyegették a konföderációs erőket. John T. Wilder ezredes csapatai védték a várost. Noha a déli erők sokszoros túlerőben voltak vele szemben, Wilder szeptember 12-én megtagadta a fegyverletételt, majd szeptember 14-én újra elutasította azt. Szeptember 17-én azonban már nem csak egy konföderációs dandár, hanem Bragg egész hadserege Munfordville alá vonult és Wilder szorult helyzetbe került. Braggtől bizonyítékot kért állítására, miszerint lebírhatatlan túlerővel rendelkezik. Wilder beleegyezett, hogy a szemét bekötve átvigyék a déli oldalra és találkozott Bucknerrel, akinek elmondta, hogy ő maga nem katona és a tanácsát kérte, hogy mit csináljon. Buckner körbevezette és megmutatta a mintegy ötszörös túlerejű csapatokat. Ezután Wilder közölte, hogy a helyzete reménytelen és kb. 4000 emberével megadja magát. Későbbi kommentárja szerint minden más esetben „szándékos gyilkosságot követett volna el” katonáival szemben.

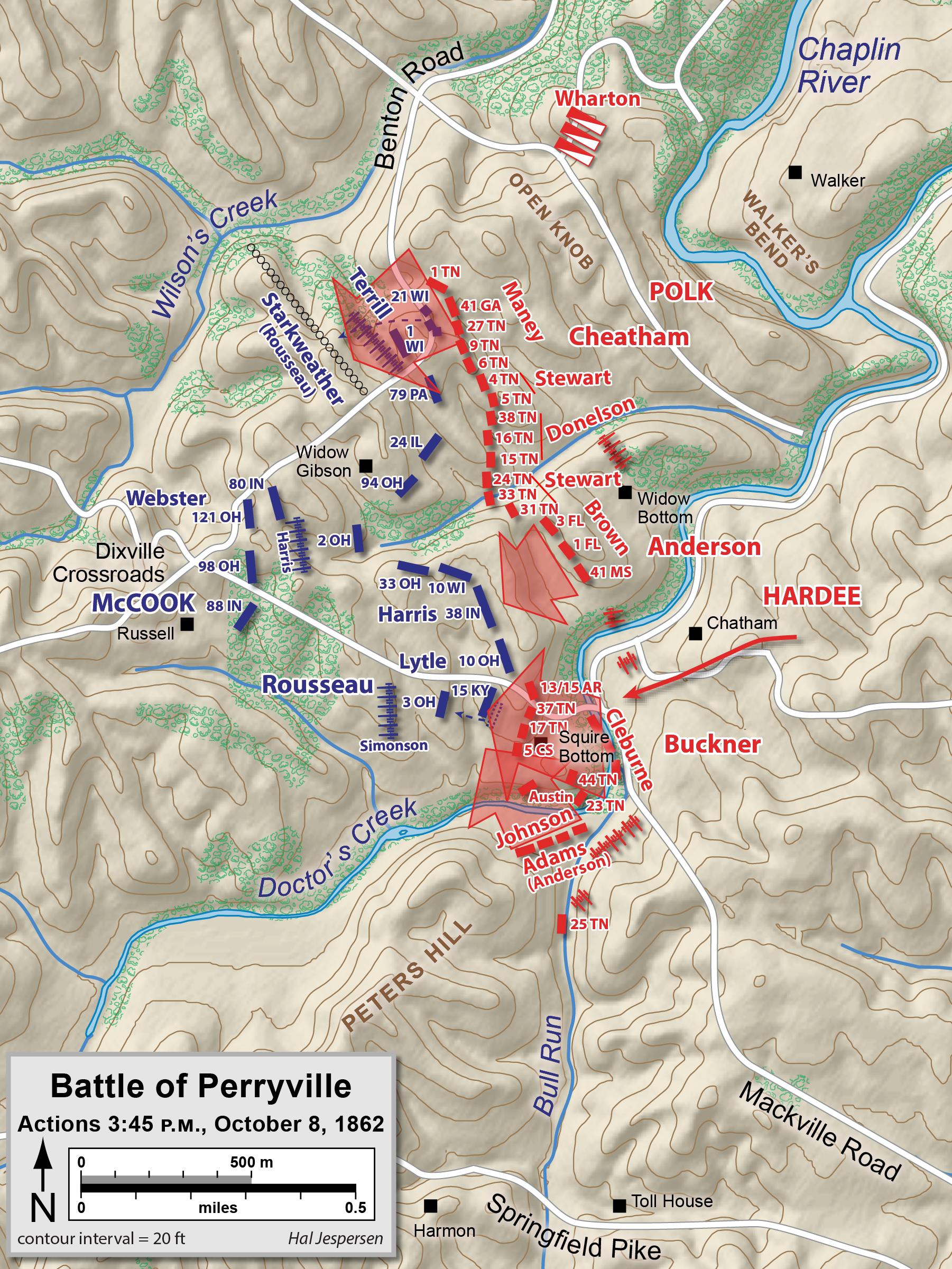
Perryville-i csata: Buckner csapatainak szektorában lefolyt események térképe kb. du. 3:45-kor
Konfderáció
Unió

Bragg a város kifosztása után továbbhaladt a Louisville & Nashville vasút vonalát követve észak felé Bardstownba, ahol újoncokat és felszerelést keresett. Don Carlos Buell vezérőrnagy Ohiói Hadserege visszavette Munfordville-t, majd követte a konföderációs támadókat. Braggnek nem volt ereje hozzá, hogy egymaga megállítsa Buell nyomását, de Kirby Smith hadserege idáig nem mutatta hajlandóságát, hogy csatlakozzon hozzá, mert nem volt alárendelve Braggnek és Frankfortban Kentucky fővárosában október 4-én éppen Richard Hawes kormányzót iktatta be hivatalába. Buckner, noha katonai feladataitól úgy érezte, hogy feleslegesen elvonják, követte Bragget Frankfortba, részt vett a beiktatáson és gyújtó hangulatú beszédeket tartott a helyi tömegnek, melyben biztosította őket a Konföderáció Kentucky iránt érzett elkötelezettségéről. A beiktatási ünnepséget ágyúk zaja szakította félbe és a rákövetkező bált már meg sem tartották.
Buell hadseregének egy kéme szerint Buckner arról tájékoztatta Bragget, hogy Buell Louisville-től tíz mérföldre tartózkodik, Mackville városában. Sürgette Bragget, hogy támadja meg Buellt még mielőtt Louisville-be érne, de Bragg ezt elutasította. Buckner ezután a jobbszárny parancsnokához, Leonidas Polk hadtestparancsnokhoz fordult, hogy kérelmezze, hogy Bragg vonja össze az erőit és támadja meg az uniós hadsereget Perryville-ben, de Bragg ezt is elutasította. Október 8-án Braggnek még mindig nem sikerült egyesülnie Kirby Smith erőivel, mikor találkozóharc alakult ki Alexander M. McCook vezérőrnagy hadtestével és ezzel elkezdődött a Perryville-i csata. Buckner hadosztálya William J. Hardee vezérőrnagy, a balszárny parancsnokának alárendeltségében harcolt és a Konföderációs centrum lényeges áttörést érte el irányítása alatt. Hardee, Polk és Bragg jelentései egyaránt magasztalták Buckner teljesítményét. Az áttörést azonban nem sikerült kiaknázni és Perryville összességében egy taktikailag döntetlen eredménnyel ért véget, majd ezután Bragg visszavonult és feladta a Kentucky elleni offenzívát. Buckner ezután sok más tábornokkal együtt nyilvánosan bírálta Bragg hadvezetését a hadjárat során.

### Mobile, Knoxville, Tennessee hadsereg
A Perryville-i csata után Bucknert áthelyezték az Öbölkörzet igazgatására, ahol Mobile védelmét erősítette. Egészen 1863 késő áprilisáig maradt itt, mikor is visszarendelték, hogy vegye át a parancsnokságot a Kelet-Tennesse Hadsereg fölött. 1863. május 11-én érkezett meg Knoxville-be és másnap átvette a parancsnokságot. Nem sokkal ezután az önálló hivatalt a Tennessee-hivatal egy körzetévé degradálták le, és a hadserege így a Tennessee Hadsereg harmadik hadteste lett.
1863 augusztusának végén Ambrose Burnside uniós vezérőrnagy hadserege közeledett Buckner knoxville-i állásaihoz. Buckner erősítést kért a Chattanooga ostromába belebonyolódó Braggtől, akit William Rosecrans vezérőrnagy csapatai fenyegettek és nem volt képes hatékony segítséget adni. Bragg azt az utasítást adta Bucknernek, hogy vonuljon vissza a Hiwassee-folyóhoz. Innét Buckner hadserege Bragg ringgoldi ellátóbázisa felé haladt, majd Lafayette útba ejtésével Chickamaugához vonultak. Braggnek szintén el kellett hagyni Chattanoogát és Chickamaugánál egyesítette erejét Bucknerrel. Szeptember 19-én a Tennessee Hadsereghez megérkezett James Longstreet hadtestének első kontingense az Észak-Virginiai Hadseregtől jövő erősítésként. Ennek segítségével legyőzték az uniós erőket a Chickamaugai csatában. Buckner hadteste a konföderációs balszárnyon harcolt 19-én és 20-án is James Longstreet altábornagy szárnyparancsnoki alárendeltségében. Ez a balszárny hajtotta végre az áttörést az uniós vonalon és futamította meg az uniós hadsereg felét.
Chickamaugai csatavesztés után Rosecrans Cumberland Hadserege Chattanooga felé vonult vissza, melyet megpróbáltak megerődíteni. Bragg ostromgyűrűbe fogta Chattanoogát, mely azonban nem szigetelte el az uniós erőket tökéletesen, de nem volt hajlandó semmilyen további akciót kezdeményezni az uniósokkal szemben, akik felé közeledtek a felmentő erők Ulysses S. Grant hadseregcsoportjának képében. Joseph Hooker csapatai megszervezték a Cracker Line-nak (kb. Kétszersült-járat) nevezett ellátóvonalat. Bragg alárendeltjei közül többen azt szorgalmazták, hogy váltsák le, ezek közé Buckner is odatartozott. Thomas L. Connelly történész a Tennessee hadsereg szakértője úgy vélte, hogy Bucknertől származott az a Bragg-ellenes levél, melyet a tábornokok Jefferson Davisnek küldtek. Bragg Buckner hadosztályparancsnokká lefokozásával válaszolt és megszüntette a Kelet-Tennessee adminisztrációs hivatalt, amelynek alapján Buckner pozícióba került.
Buckner egészségügyi eltávozást kapott, visszatért Chickamaugából Virginiába hivatali rutinmunkát végzett, amíg az egészsége helyre nem állt. Hadosztályát személyes jelenlétének hiányában Longstreet támogatására küldték, hogy foglalja vissza Knoxville-t, míg Bragg hadseregének maradékát Chattanoogánál közeléből kiszorították az uniós erők. Buckner részt vett Lafayette McLaws vezérőrnagy hadbírósági tárgyalásán, miután Longstreet hadsztályparancsnokát akarta a Knoxville-hadjárat bűnbakjának megtenni. A bírák felmentették McLawst a vádak alól. Buckner rövid ideig parancsnokságot kapott John Bell Hood vezérőrnagy hadosztálya fölött 1864 februárjában, de március 8-án Bragg leváltása utáni helyzetben újraalapították a Kelet-Tennessee adminisztrációs hivatalt és ekkor ismét annak parancsnoka lett. A hivatal azonban már csak árnyéka volt egykori önmagának, területe harmadára zsugorodott, felszereltsége rossz volt és nem állt módjában semmilyen támadóművelet. Buckner lényegében nem tudott semmilyen hatást kifejteni az élén és április 28-án áthelyezték Edmund Kirby Smith felügyelete alá a Mississippintúli adminisztrációs hivatalba.

### Mississippintúli hadszíntér
Nehézségekbe ütközött a Mississippin való átkelés, Buckner koranyárig tartott, míg állomáshelyére megérkezett. 1864. augusztus 4-én vette át a Nyugat-louisianai katonai körzet igazgatását. Rövid idővel Smith shreveporti főhadiszállására való megérkezése után felettese elkezdte a konföderációs központot előléptetésért kérlelni. Az altábornagyi előléptetés 1864. szeptember 20-án lett engedélyezve. Smith Bucknert bízta meg a hivatal ellenséges vonalak mögötti területre való gyapotcsempészeti feladatainak felügyeletével.
1865. április 9-én Robert E. Lee tábornagy letette a fegyvert az uniós hadsereg előtt. Mikor ennek híre elérte a Mississippintúli országrészt, a katonák rajokban kezdtek dezertálni. Április 19-én Smith összevonta az Arkansasból és Louisianából fennhatósága alatt maradt terület katonai körzeteit és Buckner irányítása alá helyezte. Május 9-én Smith törzsének tagjává tette Bucknert. Az a hír kezdett terjedni mind az uniós, mind a konföderációs táborban, hogy Smith és Buckner nem fogják megadni magukat, hanem Mexikóba fognak hátrálni mindazokkal, akik hűségesek maradnak. Smith ugyan átkelt a Rio Grandén, de ott értesült róla, hogy Buckner New Orleansba utazott és május 26-án a fegyverletétel feltételeit kérte. Smith utasítása szerint Bucknernek összes katonáját Houstonba kellett volna mozgatnia.
Fort Donelsonban Buckner volt az első konföderációs tábornok, aki letette a fegyvert, New Orleansban ő lett az utolsó. A megadás akkor vált hivatalossá, amikor június 2-án Smith is jóváhagyta. Ez által Stand Watie dandártábornok lett ténylegesen az utolsó, aki megadta magát, mert a bennszülöttek lakta Indián területeken egészen június 23-ig nem akadt senki, aki előtt szimbolikusan letehette volna a fegyvert.
Buckner a következő feltételek mellett adta meg magát:
1. „Mindennemű harci cselekmény megszűnik ezen dátumtól fogva mindkét hadsereg részéről.”
2. A tisztek és a legénység szabadon lesz bocsátva a teljes fogolycseréig.
3. Minden konföderációs javak átmennek az unió tulajdonába.
4. Az összes tiszt és legénység szabadon hazatérhet.
5. „A javak átadása nem foglalja magába az oldalfegyvert és a saját tulajdonú lovakat, valamint a tiszti poggyászt és a legénységét sem.”
6. „Minden békés hivatást választó ember szabadon visszatérhet korábbi foglalkozásához.”[79]

## A háború után
Bucker shreveporti fegyverletételének volt egy olyan kitétele 1865. június 8-én, hogy nem térhet vissza szülőföldjére, Kentuckyba három évig. Ezért New Orleansban maradt és a Daily Crescent újság szerkesztőségében dolgozott, üzleteket bonyolított és egy tűz elleni biztosításokat áruló vállalkozás igazgatótanácsának volt tagja, majd elnöke 1867-ben. Felesége és lánya 1866 és 1867 telén leutaztak New Orleansba, de nyárra hazaküldte őket, hogy biztonságban legyenek a nyaranta gyakran kitörő kolera és sárgaláz betegségek támadásaitól.
Buckner mihelyt lehetett hazatért Kentuckyba és 1868-ban a louisville-i Courier újságírója lett. A legtöbb konföderációs tiszthez hasonlóan kegyelmi kérelmet és a polgári jogai visszaállítása iránti kérelmet kellett írnia a 14 alkotmánykiegészítés értelmében a Kongresszus számára. Legtöbb elidegenített birtokát perek segítségével kapta vissza és gazdagságát dörzsölt üzletekkel állította helyre.
Lily öt évig küzdött a tuberkulózis, amely 1874. január 5-én legyűrte és meghalt. Buckner özvegyi életet folytatott Louisville-ben 1877-ig, mikor lányával együtt visszatértek a családi birtokra, a munfordville-i Glen Lilybe. Szintén megözvegyül nővére szintén a birtokra költözött 1877-ben. Az elkövetkező hat év alatt hármasban kijavították az elhagyatottság miatt és a háború károk miatti sérüléseket. 1883. június 14-én Lily Buckner Louisville-ben férjhez ment Morris B. Belknaphoz, és a házaspár Louisville-be költözött. 1883. október 10-én Buckner nővére meghalt és így megint egyedül maradt.
1885. június 10-én Buckner feleségül vette a richmondi Delia Claiborne-t. Buckner ekkor 62 éves volt, Delia pedig 28. Fiuk, az ifjabb Simon Bolivar Buckner 1886. július 18-án született.
Ulysses S. Grant elnök temetésén Buckner egyike volt a koporsóhordozóknak. A polgárháború legnagyobb hírű, még életben levő tábornokai voltak a társai, úgy mint William Tecumseh Sherman, Philip Sheridan, Joseph E. Johnston, David Dixon Porter és John A. Logan szenátor, a veteránok befolyásos szervezetének, a Köztársaság Nagy Hadseregének (Grand Army of the Republic) akkori vezetője.

## Politikai pályafutás
Buckner élénken érdeklődött a politika iránt és barátai régen nógatták, hogy induljon a kormányzóságért 1867-től fogva, mikor még a megadási feltételek miatt Louisianába volt száműzve. A feltételek betartása végett azt mondta barátainak, hogy vonják vissza a nevét a kombinációból, ha felmerülne. 1868-ban viszont delegálták a Demokrata párt nemzeti konvenciójára, mely Horatio Seymourt jelölte elnöknek. Buckner személy szerint sokkal inkább George H. Pendleton híve volt, de a párt jelöltjét hűen támogatta a kampány során.
1883-ban Buckner versenybe szállt, hogy elnyerje a Demokrata párt jelölését a kormányzóválasztásra. A versenytársak között volt Thomas Laurens Jones képviselő, J. Proctor Knott korábbi képviselő és Louisville polgármestere, Charles Donald Jacob. Buckner hat szavazáson következetesen harmadiknak futott be, de a hetedik előtt taktikai megfontolásból visszavonult a versenyből. Owsley megye küldötte ezután átállt Knotthoz, ami további átállásokat indított, ami végső soron Jones visszavonulásához és Knott egyhangú győzelméhez vezetett. Knott a jelölés elnyerése után az általános kormányzóválasztáson is győzött és 1883. szeptember 5-én Kentucky kormányzója lett és támogatásáért cserébe 1884-ben jelölte Bucknert a Mezőgazdasági és Mechanikai Főiskola, a későbbi University of Kentucky felügyelőbizottságába. 1884-ben a Demokrata párt állami jelöltállító konvencióján a nevezési körülményeket vizsgáló bizottságban szolgált.

### Kentucky kormányzója

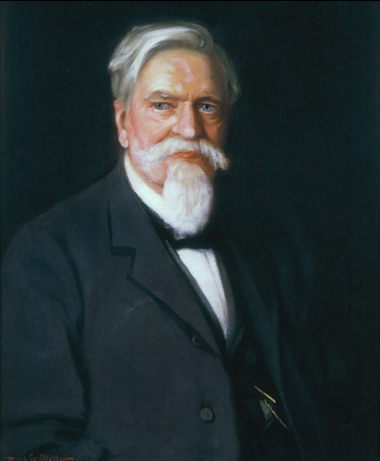
Buckner kormányzó portréja, 1914

1887-ben az állami jelöltállító konvención a delegáltak egyhangúan a Demokrata párt jelöltjének választották a kormányzóválasztásra készülve. Egy héttel később a Republikánus párt William O. Bradleyt választotta jelöltjének. A Prohibiciós párt és az Egyesült Munkapárt szintén állított jelölteket. A választás hivatalos eredménye szerint Buckner elnyerte a szavazatok többségét, 16 797 darabot.
Buckner jelentős mennyiségű reformötlettel állt elő, amelynek többségét a törvényhozás elutasította. Sikeres kezdeményezései között volt az állmai adókiegyenlítési bizottság felállítása, kegyelmi rendszer kidolgozása az elítéltek számára, és az iskolatörvények kodifikációja. Elutasított kezdeményezésként említhető az állami igazságügyi minisztérium megalkotása, nagyobb helyi támogatás az oktatás számára és az erdők jobb védelme.
Bucker kormányzósági idejének jelentős részét az állam keleti felében kitört erőszak megfékezése emésztette fel. Beiktatása után nem sokkal eszkalálódni kezdett a Rowan megyei háború, először egyéni bűnmegelőzési kilengésekből a megyei lakosoknak a seriff felszólítására való rendfenntartó demonstrációjáig és több vezető megöléséig vezetett az elmérgesedő vita. Noha az ellenségességnek ez lényegében véget vetett, az erőszak olyan mértékű volt, hogy Buckner milícia-parancsnoka javasolta Kentucky Állam Törvényhozásának Rowan megye feloszlatását. A javaslat kivitelezése sosem valósult meg. 1888-ban a seriff felszólítására kentucky állampolgárok egy csoportja átment Nyugat-Virginia területére és a Hatfield-McCoy klánok közötti háborúskodás keretében megölte a Hatfield klán vezetőjét. Ebből Buckner és a nyugat-virginiai kormányzó, Emanuel Willis Wilson közötti politikai nézeteltéréshez vezetett, aki panaszt tett amiatt, hogy a portya törvénytelen volt. Az ügy a szövetségi bíróságig jutott, ahol Bucknert tisztázták az alól, hogy bármi köze lett volna a portyához. Később hasonlóan heves vita tört ki Harlan megyében, Letcher megyében, Perry megyében, Knott megyében, és Breathitt megyében.
1888-ban óriási pénzügyi botrány tört ki, mikor Bucker elrendelte az állam pénzügyeinek rutinellenőrzését, melyet évek óta elhagyagoltak. Az ellenőrzés kiderítette, hogy az államot régóta pénzügyminiszterként szolgáló James Tate 1872 óta sikkaszt az állam tőkéjéből. Mikor a bűntény kiderülése elkerülhetetlenné vált, Tate kb. 250 000 dollár állami pénzzel eltűnt. Sohasem találták meg. A törvényhozás azonnal megkezdte a lemondatási eljárás meghallgatásait Tate ellen, majd távollétében elítélték és hivatalából elmozdították. Fayette Hewitt állami auditort megrótták a kötelességelmulasztás miatt, de Tate sikkasztásában és eltűnésének ügyében nem lett vád alá helyezve.
Az 1888-as törvényhozási ülésszak ideje alatt 1571 törvényjavaslatot tárgyaltak, ami több volt mint Kentucky történetében bármikor korábban. Ezek közül mindössze kb. 150 volt általános erejűnek tekinthető; a többi a lobbierőt kiszolgáló kiegészítés volt, melyet a törvényhozók magáérdek kiszolgálása miatt hoztak meg. Buckner 60 lobbista-tervezetet megvétózott, többet mint az előző tíz kormányzó együttvéve. Ebből csak egyet tudott a törvényhozás a kormányzó akarata ellenére mégis megszavaztatni. Buckner teljesen világos szándékát semmibe véve az 1890-es törvényhozás még 300 lobbistákat kiszolgáló törvénytervezetet szavazott meg, felülmúlva az előző évit. Bucker ebből is megvétózott 50-et. Elhíresülő erőfeszítései jutalmaképpen a kor legnagyobb baltagyártója, a Kelley Axe Factory ajándékba adott neki egy díszbaltát, melyet Vétóbaltának neveztek el. Magyar nyelven a vétókasza kifejezés érzékelteti, hogy mit akartak mondani.
Mikor 1890-ben egy adócsökkentési törvényt megszavaztak, Buckner vétót emelt, de a törvényhozás mégis áterőltette és becikkelyezték, az állam bevételei a vártnak megfelelően kifogytak. A kongó kincstárnak Buckner kölcsönzött pénzt, hogy az adók befolyásáig fizetőképes maradhasson. Ugyanebben az évben elnyerte az állam alkotmányozó konvenciójának delegáltja legyen. Delegáltként megpróbálta a kormányzói hatalmat kiterjeszteni, hogy adót vethessen ki az egyházakra, klubokra és a profitalapon működő iskolákra. A kezdeményezés sikertelen maradt.
Bucknert tagja volt a a Kentucky Hazafiak Társulatának, mely a Sons of the American Revolution szervezetének volt tagja. 1890-ben megválasztották általános alelnöknek a szervezetben.

### Öregkora
Kormányzói terminusa lejártakor Buckner visszatért Glen Lilybe. 1895-ben három másik egyén mellett jelölték az Egyesült Államok szenátusi székére. A másik három jelölt J. C. S. Blackburn addigi szenátor, John Y. Brown kormányzó és James B. McCreary kongresszusi képviselő volt. Az országban odáig bimetallista gazdaságpolitikát folytatott, de ekkor a Demokrata párt az ezüst- illetve aranysztenderd kérdése mentén meghasadt. Buckner az aranysztenderd mellett foglalt állást, míg Kentucky többsége viszont az ezüstsztenderdet támogatta. Látva, hogy kisebbségi álláspontjával nem lesz képes a szenátusi székért eséllyel megméretni magát, 1895 júliusában bejelentette a visszalépését. Ennek ellenére az általános közgyűlés 134 voksából kilencet az ő személyére adtak le.
Az 1896-os Demokrata párti nemzeti konvenciót Chicagóban tartották, és William Jennings Bryant választották elnökjelöltnek. Szintén elfogadták pártprogramnak a dollár ezüstfedezetét. Az aranysztenderdet támogató demokraták Bryan ellen fordultak. Megalakították új pártjukat, a Nemzeti Demokrata Párt szervezetét, amihez az ügy támogatói közül, köztük Buckner is, csatlakoztak. Az új párt állami konvencióján Louisville-ben Buckner nevét is felvetették az elnökválasztási jelöltek között. Az Indianapolisban tartott nemzeti jelöltállításon végül egyhangúan Buckert választották alelnökjelöltnek. Az elnökjelölt a polgárháborúban uniós tábornokként szolgáló John M. Palmer lett.
Palmer és Buckner mindketten mint független végrehajtók lettek ismertek, mikor államukat kormányzoták. Közös indulásuk a nemzeti egység helyreállását jelezte, mivel a polgárháborúban az ellentétes oldalon küzdöttek. Több jelentős újság, mint a Chicago Chronicle, Louisville Courier-Journal, Detroit Free Press, Richmond Times, and New Orleans Picayune támogató hangnemben értekezett indulásukról. A jó fogadtatás ellenére a jelölteket erősen sújtotta a saját életkoruk. Palmer már 79 éves volt és Buckner is 73. Ezenkívül néhány támogatójuk attól félt, hogy a Nemzeti Demokratákra leadott szavazat elvész és végső soron Bryannek juttatja az elnöki széket. Végül Palmer és Buckner mindössze alig 1% fölötti szavazatot kapott a választáson.

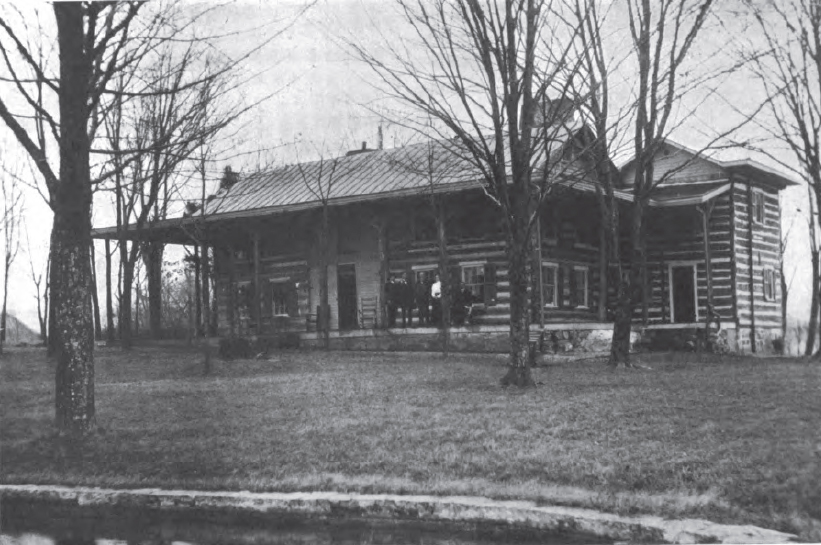
Glen Lily, Buckner szülőháza és ahol örök nyugalomra szenderült.

A jelentős vereséget követően Buckner visszavonult és Glen Lilyben élve távol maradt a politikai aktivitástól. Noha mindig is a Demokrata párt tagjának tekintette magát, William Goebel pártpolitikai manővereit helytelenítette, márpedig Goebel nyerte a kormányzójelöltséget 1899-ben. 1903-ban támogatta veje, Morris Belknap indulását Goebel kormányzóval szemben, aki újrázni szeretett volna. Mikor a Demokrata párt 1908-ban ismét William Jennings Bryant jelölte elnöknek, Buckner nyíltan a Republikánus jelölt William Howard Taft mellé szegődött.
Szellemi frissességét bizonyítja, hogy 80 éves korában Shakespeare öt színjátékát tanulta meg kívülről, mert szürke hályog ereszkedett a szemére és megvakulással fenyegette. Egy sikeres operáció után ismét kitűnően látott. 1904-ben a Fehér Házba látogatott és kérte Theodore Roosevelt elnöktől, hogy fiát, Simon Bolivar Buckner, Jr.-t ajánlja be a West Pointra kadétnak, melyet Roosevelt gyorsan teljesített neki. Buckner Jr. később az Egyesült Államok hadseregében szolgált, amíg Okinava ostromában el nem esett. Ő lett a 2. világháború legmagasabb rangú halottja, aki az ellenség harci tevékenysége következtében esett el.
Stephen D. Lee és Alexander P. Stewart halála után 1908-tól Buckner lett az utolsó életben maradt konföderációs altábornagy. 1909-ben meglátogatta fiát Texasban és körüljárta régi csatamezőit, ahol a mexikói-amerikai háború összecsapásai folytak. 1912-ben egészsége hanyatlani kezdett. 1914. január 8-án hosszú szenvedés után érte a halál, mely húgyvérűség miatt lépett fel. Frankfort temtőjében helyezték örök nyugalomra.

## Fordítás
- Ez a szócikk részben vagy egészben  a   Simon Bolivar Buckner című angol Wikipédia-szócikk ezen változatának fordításán alapul.  Az eredeti cikk szerkesztőit annak laptörténete sorolja fel. Ez a jelzés csupán a megfogalmazás eredetét és a szerzői jogokat jelzi, nem szolgál a cikkben szereplő információk forrásmegjelöléseként.

1. ↑  Ez lényegében bevett szokássá vált. A nyugati országrészben az élet általában véve nehezebb volt, mint a keleti partvidéken. Kevesebb ember, kiépítetlen infrastruktúra, óriási távolságok, kezelhetetlen kihívások. Ezt kompenzálandó az ideküldött káderek mind extra előléptetésben részesültek. Buckner előléptetés nélkül való maradása felborította volna ezt a szokást.